# Testudinella discoidea
Testudinella discoidea är en hjuldjursart som beskrevs av Elbert Halvor Ahlstrom 1938. Testudinella discoidea ingår i släktet Testudinella och familjen Testudinellidae. Inga underarter finns listade i Catalogue of Life.